# Clavipanurgus sculpturatus
Clavipanurgus sculpturatus är en biart som först beskrevs av Morawitz 1872.  Clavipanurgus sculpturatus ingår i släktet Clavipanurgus och familjen grävbin. Inga underarter finns listade i Catalogue of Life.